# Porto mio fratello a fare sesso
Porto mio fratello a fare sesso è un film drammatico tedesco del 2001 diretto da Sven Taddicken. Il titolo originale del film è "Mein Bruder, der Vampir"; letteralmente "Mio fratello, il vampiro".

## Trama
Josch Klauser (interpretato da Roman Knizka), trentenne ritardato, Mike (Hinnerk Schönemann) e la loro sorella quattordicenne Nic (Marie-Luise Schramm) vivono insieme ad una madre incapace di crescerli ed abbandonata dal marito. Tutti e tre stanno crescendo e cominciano a voler fare le loro prime esperienze. La più piccola Nic, è disposta a tutto pur di copulare per la prima volta e sentirsi quindi "donna" e non più "bambina". Josch invece per il proprio compleanno vorrebbe fare l'amore con Nadine, la fidanzata di Mike, il più normale dei tre, che ha fatto anche "da padre" ai suoi fratelli, nonostante la giovanissima età.

## Riconoscimenti
- 2003 - Festival International du Film d'Amour de Mons
  - Miglior film europeo
  - Miglior sceneggiatura